# Кельцев, Сергей Андреевич
Сергей Андреевич Кельцев (1854 — после 1917) — писатель, журналист, чиновник, действительный статский советник.

## Биография
Внук священника. Сын чиновника, служившего в Рязанской губернии. Учился в Рязанском духовном училище, затем в Рязанской духовной семинарии. Свои первые стихи и рассказы помещал в рукописный семинарский журнал «Неделя». Выйдя из семинарии (1873), поступил на юридический факультет Петербургского университета, затем по просьбе отца перешел на медицинский факультет Московского университета, но курса не окончил. В 1878 году поступил на службу в ведомство Московского губернаторского правления, а в 1885 году — в ведомство Министерства внутренних дел (Московский комитет по разбору и призрению просящих милостыню). Жил в Сергиевом Посаде (1878—1880), а затем в Москве. Дослужился до чина действительного статского советника.
Ещё студентом печатал в московских газетах анонимные заметки; позднее — постоянный сотрудник «Современных известий» (1880—1883), «Московского листка» (1881—1892), «Московских ведомостей» (1883—1891), «Московского телеграфа» (1883—1885), эпизодически печатался в «Русских ведомостях», «Русской газете», «Развлечении», «Правительственном вестнике». Вёл московскую хронику в газете «Раннее утро».